# پت کین
پت کین (انگلیسی: Pat Keen؛ ‏ ۲۱ اکتبر ۱۹۳۳ – ۱ مارس ۲۰۱۳) بازیگر اهل انگلستان بود.
از فیلم‌ها یا مجموعه‌های تلویزیونی که وی در آن‌ها نقش داشته‌است، می‌توان به شکلی از دوست داشتن، آقای وقت‌شناس، بدون راه حل، سرزمین سایه‌ها، موجودات درنده و پوآرو اشاره نمود.